# Герб Грушівки (Куп'янський район)
Герб Гру́шівки — один з офіційних символів села Грушівка, Куп'янський район Харківської області, затверджений рішенням сесії Грушівської сільської ради.

## Опис
Щит розтятий і перетятий. На правому червоному меншому полі золотий колос у стовп. На лівому зеленому більшому три золоті груші. На третьому лазуровому чотири срібних хвилястих пояси. Герб облямований декоративним картушем і прикрашений сільською короною.
Золоті груші символізують плоди, від яких село одержало свою назву.